# Sandhof (Oberhaid)

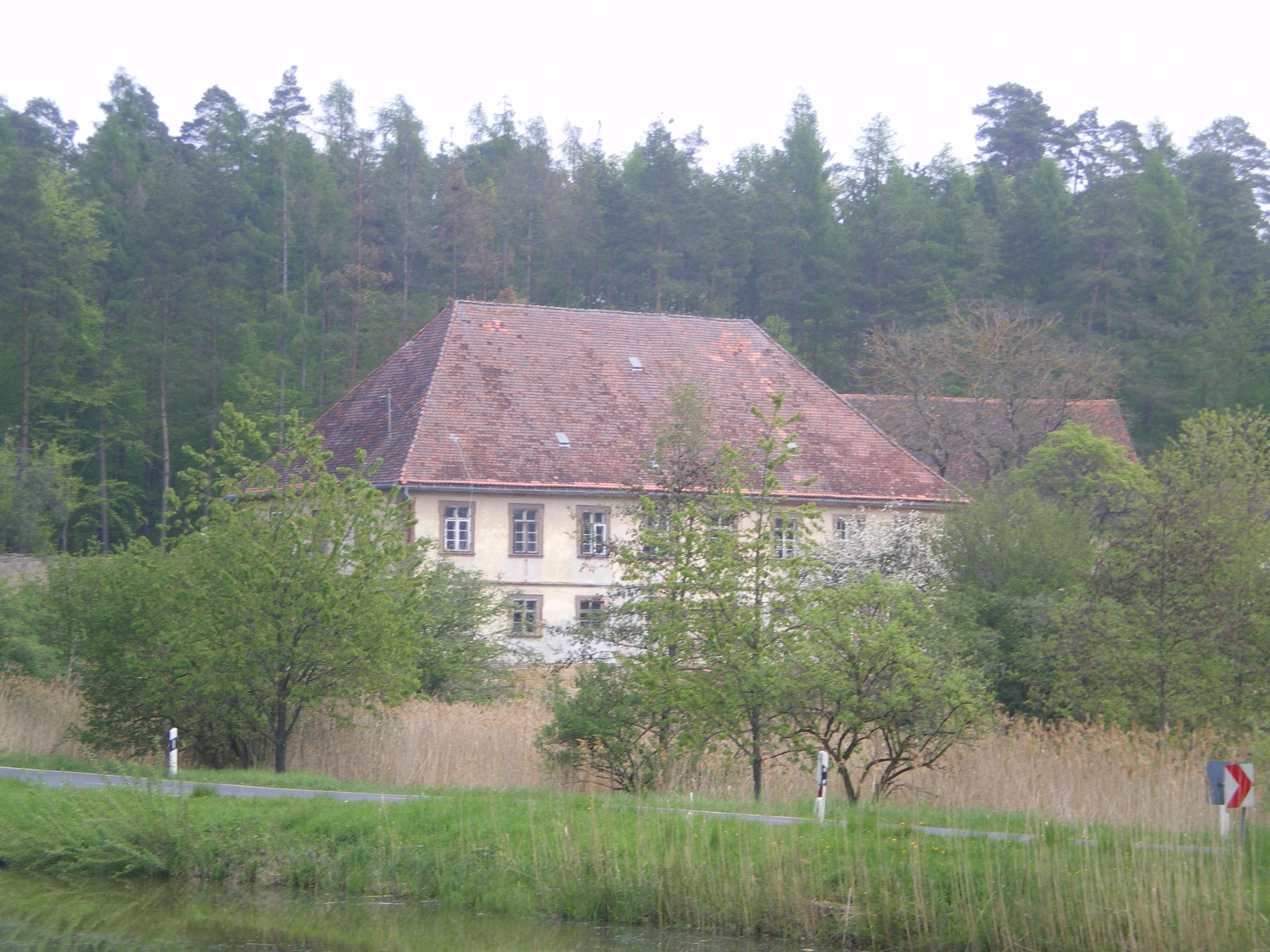
Sandhof von Südwesten aus gesehen

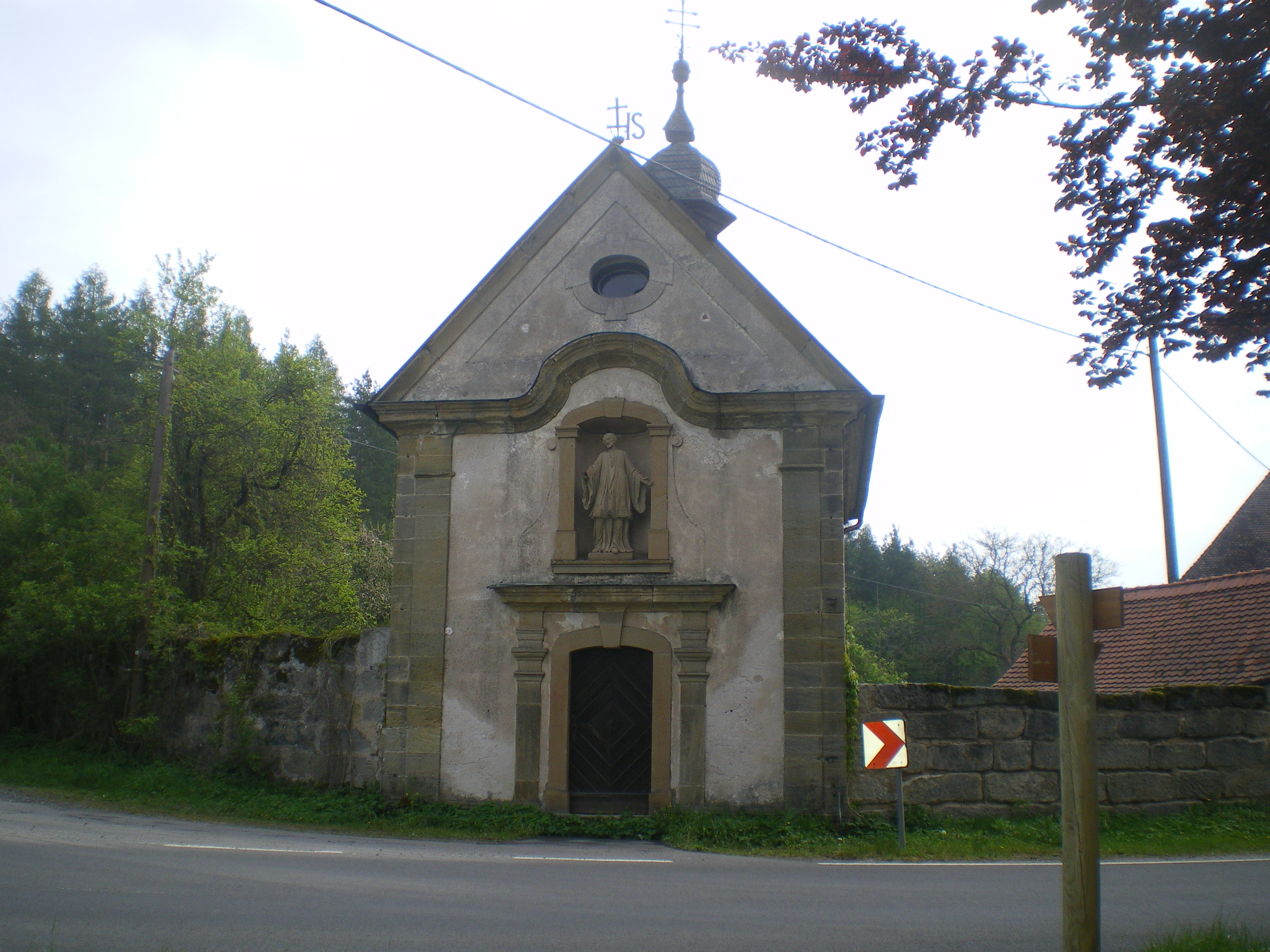
Die Franz-Xaver-Kapelle

Sandhof ist ein Gemeindeteil der Gemeinde Oberhaid im oberfränkischen Landkreis Bamberg in Bayern.

## Geografie
Die Einöde Sandhof liegt auf einer Höhe von 297 bis 304  Metern. Nachbarorte sind im Nordosten Godeldorf, im Südosten Johannishof, im Süden Oberhaid und im Südwesten Unterhaid. Durch Sandhof verläuft der Fränkische Marienweg.

## Geschichte
Sandhof wurde erstmals im Jahre 1497 erwähnt. Der Name stammt vom sandigen Untergrund in dieser Gegend. Anfang des 17. Jahrhunderts gab es ein Bauernhaus, ein Taglöhnerhaus, zwei Kornscheuern und einen Schafstall. In den Jahren 1639 bis 1773 bewohnte der Bamberger Jesuitenorden den Hof. Eine im Jahr 1713 erbaute Kapelle lag außerhalb von Sandhof und wurde schon 1755 wieder abgerissen. Von 1755 bis 1759 wurde die heutige Franz-Xaver-Kapelle innerhalb der Ringmauer von Sandhof errichtet. Während der Säkularisation 1803 sollte die Sandhofer Kapelle abgerissen werden, doch der Oberhaider Pfarrer verwies auf die bestehende Wallfahrt und hatte mit seinem Einspruch Erfolg. Noch heute finden jedes Jahr Wallfahrten von Oberhaidern nach Sandhof statt. In den 1960er Jahren kam Sandhof in Privatbesitz.
Sandhof gehörte bis zum 30. April 1978 zur Gemeinde Unterhaid, ehe diese Gemeinde im Rahmen der Gemeindegebietsreform in Oberhaid eingemeindet wurde.